# لفافة بوك
لفافة بوك (بالإنجليزية: Buck's fascia)‏ أو لفافة القضيب العميقة أو اللفافة العميقة للقضيب (بالإنجليزية: deep fascia of the penis)‏ أو لفافة غالوديت (بالإنجليزية: Gallaudet's fascia)‏ أو لفافة القضيب (بالإنجليزية: fascia of the penis)‏ هي طبقة من لفافة عميقة تغلف أجسام الانتصاب الثلاثة في القضيب.

## التركيب
تستمر لفافة بوك مع اللفافة الظاهرة للحبل المنوي في الصفن والرباط المعلق للقضيب.
المنظر البطني للفافة بوك يظهر أنها تقسم الجسم لإسفنجي إلى أجزاء من الغلالة البيضاء وأجزاء الجسم.

### التمايز
الأصل يختلف حسب مدى قربه. البعض يذكر أنها استمرار للفافة العجانية العميقة، بينما يذكر الآخرون أنها تلتحم مع الغلالة البيضاء.

## الوظيفة
تمتد الأوردة الظهرانية العميقة للقضيب داخل لفافة بوك، بينما الأوردة السطحية تمتد في السلخ تحت الجلد مباشرة.

## التسمية
تحمل لفافة بوك اسم جراح التجميل غوردون بوك.

## صور إضافية

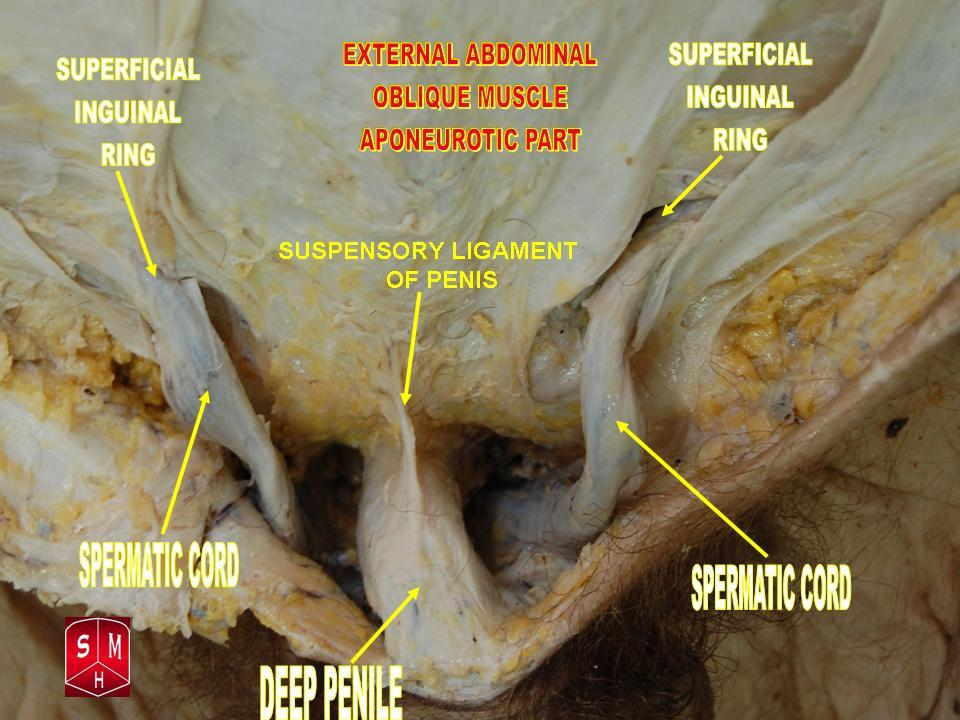
تشريح القضيب والأجزاء المحيطة.
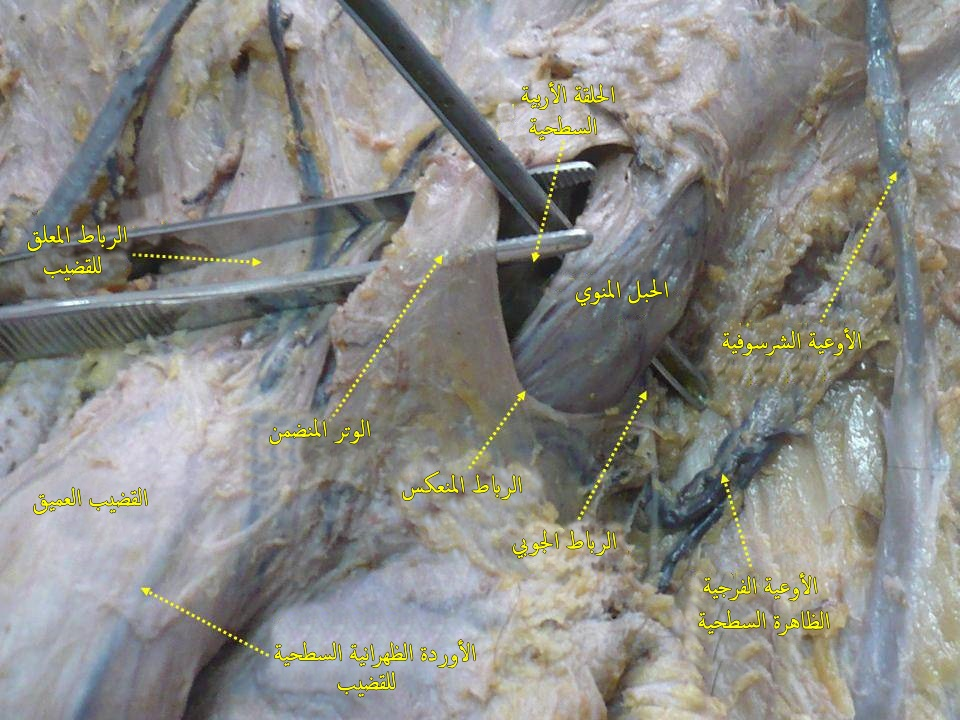
منظر أمامي لتشريح البطن.

## روابط خارجية
- درسٌ تشريحي حول perineum مُعدٌ بواسطة ويسلي نورمان (جامعة جورجتاون). (maleugtrianglesection)